# Blue Panorama Airlines
Blue Panorama Airlines war eine italienische Charterfluggesellschaft mit Sitz in Fiumicino und Basis auf dem Flughafen Rom-Fiumicino. Sie führte zudem unter der Marke Blu-Express Linienflüge durch.

## Geschichte
Blue Panorama Airlines wurde 1998 von dem italienischen Reiseveranstalter Astro Travel gegründet und nahm noch im selben Jahr den Flugbetrieb mit einer von Hapag-Lloyd Flug übernommenen Boeing 737-400 auf. Bis 2002 wurde die Flotte um weitere Einheiten desselben Musters erweitert. Für touristische Langstrecken, beispielsweise in die Karibik, wurden zudem zwei Boeing 767-300ER aus Beständen der LTU erworben. In den Folgejahren wurde die Flotte darüber hinaus um Boeing 757-200 und 737-300 ergänzt.
Im Jahr 2001 war Blue Panorama an der Gründung der libyschen Afriqiyah Airways beteiligt und setzte kurzzeitig eigenes Fluggerät im Wet-Lease für die nordafrikanische Fluggesellschaft ein.
Im Jahr 2005 stieg das Unternehmen unter der Marke Blu-Express in das Geschäft der Billigfluggesellschaften ein. Bereits ein Jahr zuvor wurde eine Abteilung für den Betrieb von Geschäftsreiseflugzeugen mit dem Namen Executive Blue eingerichtet. Blue Panorama ist heute im Besitz der Distal & Itr Group (66,6 %) und Franco Pecci (33,4 %).
Im Januar 2012 wollte sich Alitalia mit Blue Panorama und Wind Jet zusammenschließen und diese integrieren. Die Übernahme von Blue Panorama wurde jedoch im Frühjahr 2012 wieder abgesagt.
Am 23. Oktober 2012 beantragte Blue Panorama Gläubigerschutz. Daraufhin befristete im November 2012 die italienische Luftfahrtaufsicht das Air Operator Certificate der Gesellschaft auf ein Jahr. Bis zu dessen Ablauf müsse eine Restrukturierung zur erneuten Erteilung erfolgen.
Im Oktober 2013 wurde berichtet, dass Blue Panorama ihre Bestellung über zwölf Suchoi Superjet 100 entweder deutlich verkleinern oder ganz stornieren werde.
Nach dem Konkurs der albanischen Fluggesellschaft Belle Air im November 2013 übernahm Blue Panorama deren Linienflüge zwischen dem Flughafen Tirana und einigen italienischen Zielen.
Ende 2019 wurde bekannt, dass sich Blue Panorama Airlines neu aufstellen und künftig als Luke Air auftreten wird. Die alternden Boeing 767-300 sollten in diesem Zuge durch gebrauchte Airbus A330-200 aus den Beständen von Qatar Airways ersetzt werden.
Am 27. Oktober 2021 stellte Blue Panorama den Flugbetrieb ein.
Am 10. Mai 2022 wurde bekannt gegeben, dass die Fluggesellschaft an den amerikanischen Fonds Bateleur Capital verkauft werden soll. Am 9. September 2022 bestätigte die ENAC  die Verlängerung der Aussetzung der Fluglizenz und des Air Operator Certificate (AOC) um weitere sechs Monate bis März 2023, um mehr Zeit für den Verkauf der Fluggesellschaft einzuräumen. Im Dezember 2022 wurde jedoch bekanntgegeben, dass Blue Panorama Airlines liquidiert wird.

## Flugziele
Blue Panorama Airlines führte Charterflüge von Italien aus zu internationalen Urlaubszielen in Südeuropa und der Karibik durch.

## Flotte

### Flotte bei Betriebseinstellung

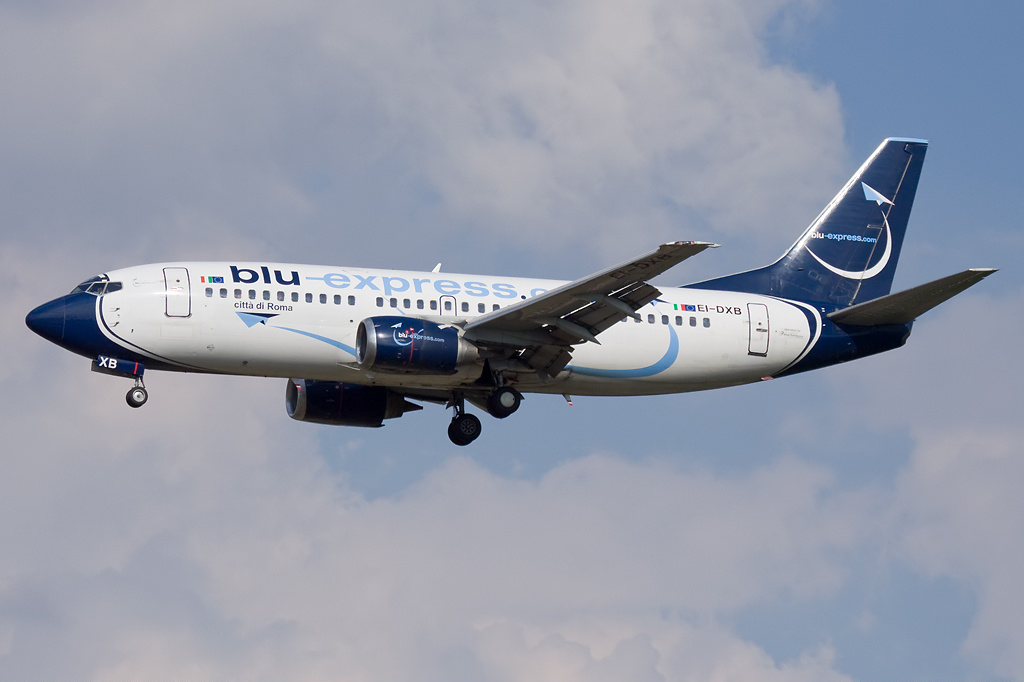
Boeing 737-300 der Blue Panorama Airlines

Mit Stand Oktober 2021 bestand die Flotte der Blue Panorama Airlines aus 12 Flugzeugen:
| Flugzeugtyp     | Anzahl | bestellt | Anmerkungen                       | Sitzplätze (Business/Economy) |
| --------------- | ------ | -------- | --------------------------------- | ----------------------------- |
| Boeing 737-300  | 01     |          |                                   | 148 (-/148)                   |
| Boeing 737-400  | 01     |          | eine betrieben durch Air Horizont | 168 (-/168)                   |
| Boeing 737-800  | 08     |          | acht mit Winglets ausgestattet    | 189 (-/189)                   |
| Airbus A330-200 | 02     |          | in Luke Air livery                |                               |
| Gesamt          | 12     | -        |                                   |                               |

### Zuvor eingesetzte Flugzeuge
In der Vergangenheit setzte Blue Panorama Airlines unter anderem folgende Flugzeugtypen ein:
- Boeing 737-500
- Boeing 757-200
- Boeing 767-300ER
- ATR 72-202